# Matija Smrekar
Matija Smrekar est un footballeur croate né le 8 avril 1989 à Zabok en Yougoslavie (auj. en Croatie). Il évolue au poste d'attaquant.

## Parcours en club
Formé au Varteks Varaždin, il signe son premier contrat professionnel lors de la saison 2007-2008. Après trois saisons passées dans le championnat de Croatie, il signe en juin 2010 au CS Sedan Ardennes pour une durée de trois ans.
Se montrant très adroit sur les matchs de préparation, il joue pour la première fois avec le maillot sedanais contre Nîmes en Coupe de la Ligue. Il marque son premier but sous les couleurs du CSSA contre Angers en Ligue 2 une minute seulement après sa rentrée.
Après de bons débuts avec Sedan, ses performances se font plus moyennes. Il sort alors du groupe professionnel et reste cantonné à la réserve où il ne brille pas. En manque de temps de jeu, il décide, en accord avec le club, de résilier son contrat pour obtenir plus de temps de jeu. Le 27 juillet 2011, il signe un contrat de deux ans avec le Sporting de Charleroi, club qui vient de descendre en D2 belge.

## Parcours en sélection
Passé par toutes les équipes de jeunes en Croatie, il compte 9 sélections chez les Espoirs où il est le capitaine de la sélection. 

## Carrière
| Saison    | Club              | Pays    | Division | Matchs | Buts |
| --------- | ----------------- | ------- | -------- | ------ | ---- |
| 2007-2008 | Varteks Varaždin  | Croatie | 1        | 0      | 0    |
| 2008-2009 | Varteks Varaždin  | Croatie | 1        | 29     | 6    |
| 2009-2010 | Varteks Varaždin  | Croatie | 1        | 20     | 6    |
| 2010-2011 | CS Sedan Ardennes | France  | 2        | 13     | 2    |

## Palmarès
NK Maribor
- Champion de Slovénie en 2013
- Vainqueur de la Coupe de Slovénie en 2013.